# Bolitoglossa qeqom
Bolitoglossa qeqom — вид хвостатих земноводних родини безлегеневих саламандр (Plethodontidae). Описаний у 2021 році.

## Назва
Видовий епітет qeqom взято з маянської мови покомчі, де слово «q'eqom», що означає «темний», натякаючи на його рівномірно пурпурно-чорне забарвлення та надзвичайну темряву ночей у обмеженому ділянці лісу, де знайшли цей вид.

## Поширення
Ендемік Гватемали. Виявлений у гірській системі Гуачмален неподалік міста Сан-Крістобаль-Верапас у департаменті Альта-Верапас. Мешкає на висоті близько 1900 м у хмарному лісі. Ліс у цьому районі ізольований та оточений сільськогосподарськими угіддями. Живе у лісовій підстилці.